# Premio Pura Belpré
El Premio Pura Belpré es un galardón estadounidense que se otorga a autores e ilustradores latinoamericanos que hayan participado en obras que contribuyan y aporten a la experiencia y divulgación de la cultura latinoamericana.
Fue puesto en honor a Pura Belpré, escritora y folclorista nacida en Puerto Rico, que fue la primera puertorriqueña en ser contradada en el Sistema Bibliotecario de Nueva York. Desde su creación en 1996 hasta 2000 se entregaba cada dos años, sin embargo, desde 2001 se entrega anualmente, en el mes de enero. 
Es entregado por la Asociación de servicio bibliotecario para niños (en inglés: Association for Library Service to Children), la cual, es una subdivisión de la Asociación de Bibliotecas de Estados Unidos (en inglés: American Library Association). Se entrega en la Biblioteca Pública de Nueva York.
Hay tres categorías de premios: mejor escritor de literatura juvenil, mejor escritor de literatura infantil y mejor ilustrador; la distinción entre mejor autor de literatura juvenil e infantil ocurrió en 2021, ya que en años anteriores se entregaba intestinamente a ambos subgéneros con el premio «mejor autor». Además de los premios ganadores, hay premios «de honor», que podría considerarse como «nominados», los cuales, van dirigidos a quienes hayan reunido varios requisitos, pero que no hayan sido tan destacables como los ganadores.

## Criterios para su entrega
1. Se otorgarán dos medallas en la conferencia anual de la Asociación de Bibliotecas de Estados Unidos, una para un autor latinoamericano y otra para un ilustrador latinoamericano, por crear libros originales para niños (de 0 a 14 años de edad) que retratan, afirman y celebran la experiencia cultural latinoamericana.[9]
2. Los propósitos de este premio latinoamericano se basan en personas cuya herencia emane de cualquiera de las culturas de habla hispana del hemisferio occidental.
3. Los libros premiados deben estar publicados en Estados Unidos o Puerto Rico.
4. El comité no debe considerar todo el trabajo de un autor o si el autor ha ganado previamente el premio.
5. Los destinatarios deben ser residentes o ciudadanos de los Estados Unidos o Puerto Rico.
6. Son elegibles los libros de ficción y no ficción para niños publicados en español, inglés o en ambos idiomas.
7. Se pueden otorgar premios honoríficos.
8. Si no se encuentran candidatos adecuados, los premios no se entregarán ese año.
9. Se puede seleccionar una persona para recibir los premios en ambas categorías.

## Lista de premios
| Año  | Categoría             | Galardonado (a)          | Resultado  | Libro                                                                              |
| ---- | --------------------- | ------------------------ | ---------- | ---------------------------------------------------------------------------------- |
| 1996 | Escritor              | Judith Ortiz Cofer       | Ganador    | An Island Like You: Stories of the Barrio                                          |
| 1996 | Escritor              | Lucía M. González        | Honorífico | El Gallo de Bodas: A Traditional Cuban Folktale                                    |
| 1996 | Escritor              | Gary Soto                | Honorífico | Baseball in April, and Other Stories                                               |
| 1996 | Ilustrador            | Susan Guevara            | Ganador    | Chato's Kitchen                                                                    |
| 1996 | Ilustrador            | George Ancona            | Honorífico | Pablo Remembers: The Fiesta of the Day of the Dead                                 |
| 1996 | Ilustrador            | Lulu Delacre             | Honorífico | El Gallo de Bodas: A Traditional Cuban Folktale                                    |
| 1996 | Ilustrador            | Carmen Lomas Garza       | Honorífico | Cuadros de Familia                                                                 |
| 1998 | Escritor              | Victor Martinez          | Ganador    | Parrot in the Oven: Mi Vida                                                        |
| 1998 | Escritor              | Floyd Martinez           | Honorífico | Spirits of the High Mesa                                                           |
| 1998 | Escritor              | Francisco X. Alarcón     | Honorífico | Jitomates Risueños y otros poemas de primavera                                     |
| 1998 | Ilustrador (a)        | Stephanie Garcia         | Ganador    | Snapshots from the Wedding                                                         |
| 1998 | Ilustrador (a)        | Carmen Lomas Garza       | Honorífico | En mi familia                                                                      |
| 1998 | Ilustrador (a)        | Enrique O. Sánchez       | Honorífico | The Golden Flower: a Taino Myth from Puerto Rico                                   |
| 1998 | Ilustrador (a)        | Simón Silva              | Honorífico | Gathering the Sun: an Alphabet in Spanish and English                              |
| 2000 | Escritor (a)          | Alma Flor Ada            | Ganador    | Under the Royal Palms: A Childhood in Cuba                                         |
| 2000 | Escritor (a)          | Francisco X. Alarcón     | Honorífico | Del Ombligo de la Luna y Otro Poemas de Verano                                     |
| 2000 | Escritor (a)          | Juan Felipe Herrera      | Honorífico | Laughing out Loud, I Fly: Poems in English and Spanish                             |
| 2000 | Ilustrador (a)        | Carmen Lomas Garza       | Ganador    | Magic Windows                                                                      |
| 2000 | Ilustrador (a)        | George Ancona            | Honorífico | Barrio: José's Neighborhood                                                        |
| 2000 | Ilustrador (a)        | Felipe Dávalos           | Honorífico | The Secret Stars                                                                   |
| 2000 | Ilustrador (a)        | Amelia Lau Carling       | Honorífico | Mama & Papa Have a Store                                                           |
| 2002 | Escritor (a)          | Pam Muñoz Ryan           | Ganador    | Esperanza Rising                                                                   |
| 2002 | Escritor (a)          | Francisco Jiménez        | Honorífico | Breaking Through                                                                   |
| 2002 | Escritor (a)          | Francisco X. Alarcón     | Honorífico | Iguanas in the Snow                                                                |
| 2002 | Ilustrador (a)        | Susan Guevara            | Ganador    | Chato and the Party Animals                                                        |
| 2002 | Ilustrador (a)        | Joe Cepeda               | Honorífico | Juan Bobo Goes to Work                                                             |
| 2004 | Escritor (a)          | Julia Alvarez            | Ganador    | Before We Were Free                                                                |
| 2004 | Escritor (a)          | Nancy Osa                | Honorífico | Cuba 15                                                                            |
| 2004 | Escritor (a)          | Amada Irma Pérez         | Honorífico | Mi Diario de Aquí Hasta Allá                                                       |
| 2004 | Ilustrador (a)        | Yuyi Morales             | Ganador    | Just a Minute: A Trickster Tale and Counting Boo                                   |
| 2004 | Ilustrador (a)        | Yuyi Morales             | Honorífico | Harvesting Hope: The Story of Cesar Chavez                                         |
| 2004 | Ilustrador (a)        | Robert Casilla           | Honorífico | First Day in Grape                                                                 |
| 2004 | Ilustrador (a)        | David Diaz               | Honorífico | The Pot That Juan Built                                                            |
| 2006 | Escritor (a)          | Viola Canales            | Ganador    | The Tequila Worm                                                                   |
| 2006 | Escritor (a)          | Carmen T. Bernier-Grand  | De honor   | César: ¡Sí, Se Puede! Yes, We Can!                                                 |
| 2006 | Escritor (a)          | Pat Mora                 | Honorífico | Doña Flor: A Tall Tale About a Giant Woman with a Great Big Heart                  |
| 2006 | Escritor (a)          | Pam Muñoz Ryan           | Honorífico | Becoming Naomi León                                                                |
| 2006 | Ilustrador (a)        | Raúl Colón               | Ganador    | Doña Flor: A Tall Tale About a Giant Woman with a Great Big Heart                  |
| 2006 | Ilustrador (a)        | Lulu Delacre             | Honorífico | Arrorró, Mi Niño: Latino Lullabies and Gentle Games                                |
| 2006 | Ilustrador (a)        | David Diaz               | Honorífico | César: ¡Sí, Se Puede! Yes, We Can!                                                 |
| 2006 | Ilustrador (a)        | Rafael López             | Honorífico | Me Llamo Celia: La Vida de Celia Cruz                                              |
| 2008 | Escritor (a)          | Margarita Engle          | Ganador    | The Poet Slave of Cuba: A Biography of Juan Francisco Manzano                      |
| 2008 | Escritor (a)          | Carmen T. Bernier-Grand  | Honorífico | Frida: ¡Viva la vida! Long Live Life!                                              |
| 2008 | Escritor (a)          | Carmen Agra Deedy        | Honorífico | Martina the Beautiful Cockroach: A Cuban Folktale                                  |
| 2008 | Escritor (a)          | Marisa Montes            | Honorífico | Los Gatos Black on Halloween                                                       |
| 2008 | Ilustrador (a)        | Yuyi Morales             | Ganador    | Los Gatos Black on Halloween                                                       |
| 2008 | Ilustrador (a)        | Raúl Colón               | Honorífico | Me llamo Gabito: la vida de Gabriel García Márquez                                 |
| 2008 | Ilustrador (a)        | Maya Christina Gonzalez  | Honorífico | Mis colores, mi mundo                                                              |
| 2009 | Escritor (a)          | Margarita Engle          | Ganador    | The Surrender Tree: Poems of Cuba's Struggle for Freedom                           |
| 2009 | Escritor (a)          | Yuyi Morales             | Honorífico | Just In Case                                                                       |
| 2009 | Escritor (a)          | Francisco Jiménez        | Honorífico | Reaching Out                                                                       |
| 2009 | Escritor (a)          | Lucía M. González        | Honorífico | The Storyteller's Candle                                                           |
| 2009 | Ilustrador (a)        | Yuyi Morales             | Ganador    | Just In Case                                                                       |
| 2009 | Ilustrador (a)        | Rudy Gutiérrez           | Honorífico | Papá and Me                                                                        |
| 2009 | Ilustrador (a)        | Lulu Delacre             | Honorífico | The Storyteller's Candle                                                           |
| 2009 | Ilustrador (a)        | Amy Córdova              | Honorífico | What Can You Do With a Rebozo                                                      |
| 2010 | Escritor (a)          | Julia Álvarez            | Ganador    | Return to Sender                                                                   |
| 2010 | Escritor (a)          | Carmen T. Bernier-Grand  | Honorífico | Diego: Bigger Than Life                                                            |
| 2010 | Escritor (a)          | Georgina Lazaro          | Honorífico | Federico García Lorca                                                              |
| 2010 | Ilustrador (a)        | Rafael López             | Ganador    | Book Fiesta!: Celebrate Children’s Day                                             |
| 2010 | Ilustrador (a)        | David Diaz               | Honorífico | Diego: Bigger Than Life                                                            |
| 2010 | Ilustrador (a)        | Yuyi Morales             | Honorífico | My Abuelita                                                                        |
| 2010 | Ilustrador (a)        | John Parra               | Honorífico | Gracias/Thanks                                                                     |
| 2011 | Escritor (a)          | Pam Muñoz Ryan           | Ganador    | The Dreamer                                                                        |
| 2011 | Escritor (a)          | George Ancona            | Honorífico | ¡Ole! Flamenco                                                                     |
| 2011 | Escritor (a)          | Margarita Engle          | Honorífico | The Firefly: A Suffragette's Journey to Cuba                                       |
| 2011 | Escritor (a)          | Enrique Flores-Galbis    | Honorífico | 90 Miles to Havana                                                                 |
| 2011 | Ilustrador (a)        | Eric Velasquez           | Ganador    | Grandma's Gift                                                                     |
| 2011 | Ilustrador (a)        | Amy Córdova              | Honorífico | Fiesta Babies                                                                      |
| 2011 | Ilustrador (a)        | David Diaz               | Honorífico | Me, Frida                                                                          |
| 2011 | Ilustrador (a)        | Duncan Tonatiuh          | Honorífico | Dear Primo: A Letter to My Cousin                                                  |
| 2012 | Escritor (a)          | Guadalupe Garcia McCall  | Ganador    | Under the Mesquite                                                                 |
| 2012 | Escritor (a)          | Margarita Engle          | Honorífico | Hurricane Dancers: The First Caribbean Pirate Shipwreck                            |
| 2012 | Escritor (a)          | Xavier Garza             | Honorífico | Maximilian and the Mystery of the Guardian Angel: A Bilingual Lucha Libre Thriller |
| 2012 | Ilustrador (a)        | Duncan Tonatiuh          | Ganador    | Diego Rivera: His World and Ours                                                   |
| 2012 | Ilustrador (a)        | Rafael López             | Honorífico | The Cazuela that the Farm Maiden Stirred                                           |
| 2012 | Ilustrador (a)        | Sara Palacios            | Honorífico | Marisol McDonald Doesn’t Match / Marisol McDonald no combina                       |
| 2013 | Escritor (a)          | Benjamin Alire Sáenz     | Ganador    | Aristotle and Dante Discover the Secrets of the Universe                           |
| 2013 | Escritor (a)          | Sonia Manzano            | Honorífico | The Revolution of Evelyn Serrano                                                   |
| 2013 | Ilustrador            | David Diaz               | Ganador    | Martin de Porres: The Rose in the Desert                                           |
| 2014 | Escritor (a)          | Meg Medina               | Ganador    | Yaqui Delgado Wants to Kick Your Ass                                               |
| 2014 | Escritor (a)          | Margarita Engle          | Honorífico | The Lightning Dreamer: Cuba's Greatest Abolitionist                                |
| 2014 | Escritor (a)          | Matt de la Peña          | Honorífico | The Living                                                                         |
| 2014 | Escritor (a)          | Duncan Tonatiuh          | Honorífico | Pancho Rabbit and the Coyote: A Migrant's Tale                                     |
| 2014 | Ilustrador (a)        | Yuyi Morales             | Ganador    | Niño Wrestles the World                                                            |
| 2014 | Ilustrador (a)        | Angela Domínguez         | Honorífico | Maria Had a Little Llama/María Tenía una Llamita                                   |
| 2014 | Ilustrador (a)        | Rafael López             | Honorífico | Tito Puente: Mambo King/Rey del Mambo                                              |
| 2014 | Ilustrador (a)        | Duncan Tonatiuh          | Honorífico | Pancho Rabbit and the Coyote: A MIgrant's Tale                                     |
| 2015 | Escritor (a)          | Marjorie Agosín          | Ganador    | I Lived on Butterfly Hill                                                          |
| 2015 | Escritor (a)          | Juan Felipe Herrera      | Honorífico | Portraits of Hispanic American Heroes                                              |
| 2015 | Ilustrador (a)        | Yuyi Morales             | Ganador    | Viva Frida                                                                         |
| 2015 | Ilustrador (a)        | Susan Guevara            | Honorífico | Little Roja Riding Hood                                                            |
| 2015 | Ilustrador (a)        | John Parra               | Honorífico | Green Is a Chile Pepper                                                            |
| 2015 | Ilustrador (a)        | Duncan Tonatiuh          | Honorífico | Separate Is Never Equal: Sylvia Mendez & Her Family's Fight for Desegregation      |
| 2016 | Escritor (a)          | Margarita Engle          | Ganador    | Enchanted Air: Two Cultures, Two Wings: A Memoir                                   |
| 2016 | Escritor (a)          | David Bowles             | Honorífico | The Smoking Mirror                                                                 |
| 2016 | Escritor (a)          | Meg Medina               | Honorífico | Mango, Abuela, and Me                                                              |
| 2016 | Ilustrador (a)        | Rafael López             | Ganador    | The Drum Dream Girl                                                                |
| 2016 | Ilustrador (a)        | Antonio Castro L.        | Honorífico | My Tata’s Remedies/Los remedios de mi tata                                         |
| 2016 | Ilustrador (a)        | Angela Domínguez         | Honorífico | Mango, Abuela, and Me                                                              |
| 2016 | Ilustrador (a)        | Duncan Tonatiuh          | Honorífico | Funny Bones: Posada and His Day of the Dead Calaveras                              |
| 2017 | Escritora             | Juana Medina             | Ganador    | Juana & Lucas                                                                      |
| 2017 | Escritora             | Alexandra Diaz           | Honorífico | The Only Road                                                                      |
| 2017 | Ilustrador            | Raúl González            | Ganador    | Lowriders to the Center of the Earth                                               |
| 2017 | Ilustrador            | Duncan Tonatiuh          | Honorífico | Esquivel!: Space-Age Sound Artist                                                  |
| 2017 | Ilustrador            | Duncan Tonatiuh          | Honorífico | The Princess and the Warrior: A Tale of Two Volcanoes                              |
| 2018 | Escritor (a)          | Ruth Behar               | Ganador    | Lucky Broken Girl                                                                  |
| 2018 | Escritor (a)          | Pablo Cartaya            | Honorífico | The Epic Fail of Arturo Zamora                                                     |
| 2018 | Escritor (a)          | Celia C. Perez           | Honorífico | The First Rule of Punk                                                             |
| 2018 | Ilustrador (a)        | Juana Martinez-Neal      | Ganador    | La Princesa and the Pea                                                            |
| 2018 | Ilustrador (a)        | Adriana M. Garcia        | Honorífico | All Around Us                                                                      |
| 2018 | Ilustrador (a)        | John Parra               | Honorífico | Frida Kahlo And Her Animalitos                                                     |
| 2019 | Escritor (a)          | Elizabeth Acevedo        | Ganador    | The Poet X                                                                         |
| 2019 | Escritor (a)          | David Bowles             | Honorífico | They Call Me Güero                                                                 |
| 2019 | Ilustrador (a)        | Yuyi Morales             | Ganador    | Dreamers / Soñadores                                                               |
| 2019 | Ilustrador (a)        | José Ramírez             | Honorífico | When Angels Sing                                                                   |
| 2019 | Ilustrador (a)        | Leo Espinosa             | Honorífico | Islandborn                                                                         |
| 2020 | Escritor (a)          | Carlos Hernandez         | Ganador    | Sal and Gabi Break the Universe                                                    |
| 2020 | Escritor (a)          | Angela Cervantes         | Honorífico | Lety Out Loud                                                                      |
| 2020 | Escritor (a)          | Rebecca Balcárcel        | Honorífico | The Other Half of Happy                                                            |
| 2020 | Escritor (a)          | Anika Aldamuy Denise     | Honorífico | Planting Stories: The Life of Librarian and Storyteller Pura Belpré                |
| 2020 | Escritor (a)          | Duncan Tonatiuh          | Honorífico | Soldier for Equality: José de la Luz Sáenz and the Great War                       |
| 2020 | Ilustrador            | Rafael López             | Ganador    | Dancing Hands: How Teresa Carreño Played the Piano for President Lincoln           |
| 2020 | Ilustrador            | Carlos Aponte            | Honorífico | Across the Bay                                                                     |
| 2020 | Ilustrador            | Zeke Peña                | Honorífico | My Papi Has a Motorcycle                                                           |
| 2020 | Ilustrador            | Raúl Gonzalez            | Honorífico | ¡Vamos! Let’s Go to the Market                                                     |
| 2021 | Escritor (a) infantil | Ernesto Cisneros         | Ganador    | Efrén Divided                                                                      |
| 2021 | Escritor (a) infantil | Adrianna Cueveas         | Honorífico | The Total Eclipse of Nestor Lopez                                                  |
| 2021 | Escritor (a) infantil | Donna Barba Higuera      | Honorífico | Lupe Wong Won't Dance                                                              |
| 2021 | Escritor (a) juvenil  | Yamile Saied Méndez      | Ganador    | Furia                                                                              |
| 2021 | Escritor (a) juvenil  | Lilliam Rivera           | Honorífico | Never Look Back                                                                    |
| 2021 | Escritor (a) juvenil  | Jenny Torres Sanchez     | Honorífico | We Are Not from here                                                               |
| 2021 | Ilustrador (a)        | Raúl Gonzalez            | Ganador    | ¡Vamos! Let’s Go Eat                                                               |
| 2021 | Ilustrador (a)        | Elisa Chavarri           | Honorífico | Sharuko: El Arqueólogo Peruano/Peruvian Archaeologist Julio C. Tello               |
| 2022 | Escritor (a) infantil | Donna Barba Higuera      | Ganador    | The Last Cuentista                                                                 |
| 2022 | Escritor (a) infantil | Alda P. Dobbs            | Honorífico | Barefoot Dreams of Petra Luna                                                      |
| 2022 | Escritor (a) infantil | Gloria Amescua           | Honorífico | Child of the Flower-Song People: Luz Jiménez, Daughter of the Nahua                |
| 2022 | Escritor (a) infantil | Nomar Perez              | Honorífico | De aquí como el coquí                                                              |
| 2022 | Escritor (a) juvenil  | Raquel Vasquez Gilliland | Ganador    | How Moon Fuentez Fell in Love with the Universe                                    |
| 2022 | Escritor (a) juvenil  | Jonny Garza Villa        | Honorífico | Fifteen Hundred Miles from the Sun                                                 |
| 2022 | Escritor (a) juvenil  | Laekan Zea Kemp          | Honorífico | Somewhere Between Bitter and Sweet                                                 |
| 2022 | Escritor (a) juvenil  | Marcia Argueta Mickelson | Honorífico | Where I Belong                                                                     |
| 2022 | Ilustrador (a)        | Raúl Gonzalez            | Ganador    | ¡Vamos! Let's Cross the Bridge                                                     |
| 2022 | Ilustrador (a)        | C. G. Esperanza          | Honorífico | Boogie Boogie, Y’all                                                               |
| 2022 | Ilustrador (a)        | Loris Lora               | Honorífico | May Your Life Be Deliciosa                                                         |
| 2022 | Ilustrador (a)        | Yuyi Morales             | Honorífico | Bright Star                                                                        |
| 2022 | Ilustrador (a)        | Nomar Perez              | Honorífico | De aquí como el coquí                                                              |

## Personas con más galardones
| N.º | Persona         | Categoría (s)                                      |
| --- | --------------- | -------------------------------------------------- |
| 6   | Yuyi Morales    | Ilustradora en 2004, 2008, 2009, 2014, 2015, 2019. |
| 3   | Margarita Engle | Escritora en 2008, 2009, 2016.                     |
| 3   | Rafael López    | Ilustrador en 2010, 2016, 2020.                    |

| N.º | Persona                 | Categoría (s)                                                              |
| --- | ----------------------- | -------------------------------------------------------------------------- |
| 8   | Duncan Tonatiuh         | Ilustrador en 2011, 2014, 2015, 2016 y 2017 (2) y escritor en 2014 y 2020. |
| 4   | Yuyi Morales            | Ilustradora en 2004, 2010 y 2021 y escritora en 2009.                      |
| 4   | David Diaz              | Ilustrador 2004, 2006, 2010, 2011.                                         |
| 3   | Francisco X. Alarcón    | Escritor en 1998, 2000, 2002.                                              |
| 3   | George Ancona           | Ilustrador en 1996 y 2000 y escritor en 2011.                              |
| 3   | Carmen T. Bernier-Grand | Escritora en 2006, 2008 y 2010.                                            |
| 3   | Lulu Delacre            | Ilustrador en 1996, 2006 y 2009.                                           |
| 3   | Margarita Engle         | Escritora en 2011, 2012 y 2014.                                            |
| 3   | Rafael López            | Ilustrador en 2006, 2012 y 2014.                                           |
| 3   | John Parra              | Ilustrador en 2010, 2015 y 2018.                                           |